# Абдомінопластика
Абдомінопластика або пластика передньої черевної стінки — хірургічне втручання, метою якого є покращення контурів передньої черевної стінки, проте абдомінопластика може мати і реконструктивний характер, у випадках наявності гриж на передній черевній стінці або розходження прямих м'язів живота. Доступ до черевної порожнини при цій операції не виконується. Хірургічне втручання здійснюється на шкірі, жировій клітковині та м'язах живота. Часто виникає потреба комбінувати абдомінопластику із ліпосакцією.
Абдомінопластика є одним із найбільш агресивних хірургічних втручань в естетичній хірургії (особливо у пацієнтів з надмірною вагою). Це зумовлено значною тривалістю операції: від 2 до 5 годин, а також високим рівнем втрати крові та наявністю обширної поверхні операційної рани. Перед операцією проводиться ретельне лабораторне, інструментальне і фізикальне обстеження пацієнтів. Абдомінопластика (за винятком мініабдомінопластики) здійснюється під загальною анестезією в стаціонарних умовах.

## Покази до операції
- наявність опущеної шкірно-жирової складки передньої черевної стінки, з імовірними попрілостями в складці
- значний надлишок підшкірної клітковини передньої черевної стінки
- наявність виражених розтяжок (стрій) на шкірі живота нижче рівня пупка
- розходження прямих м'язів живота

## Протипоказання
- цукровий діабет та інші важкі соматичні захворювання
- тромбофлебіт і варикозне розширення вен
- виражене ожиріння
- порушення функції звертання крові
- вік менш ніж 18 років
- планована вагітність

## Попередня консультація
Приймаючи рішення щодо проведення абдомінопластики, слід пам'ятати, що вона не є тією операцією, яка назавжди розв'яже проблему ожиріння або надлишкової ваги.
Перед виконанням хірургічного втручання, встановлюються можливі причини ожиріння. Також перед операцією слід провести зниження ваги. Вся річ у тому, що при подальшому схудненні можна прирівняти до нуля отриманий від абдомінопластики результат.
Для вибору оптимальної методики абдомінопластики до уваги береться товщина підшкірного жиру, загальний стан здоров'я, товщина шару підшкірного жиру, якість шкіри і стан м'язів передньої черевної стінки.
Підготовка до проведення операції передбачає з'ясування повної картини анамнезу (перенесені раніше операції і захворювання, схильність до алергічних реакцій і т. д.).
За кілька тижнів до проведення абдомінопластики слід відмовитися від прийому протизапальних нестероїдних засобів і антикоагулянтів, які викликають підвищений відтік крові під час і після операції.

## Техніка операції
Техніка виконання операції має кілька варіантів, проте стандартно (класично) передбачається горизонтальний розріз внизу живота в зоні «плавок». Довжина розрізу залежить від величини надлишку шкіри.

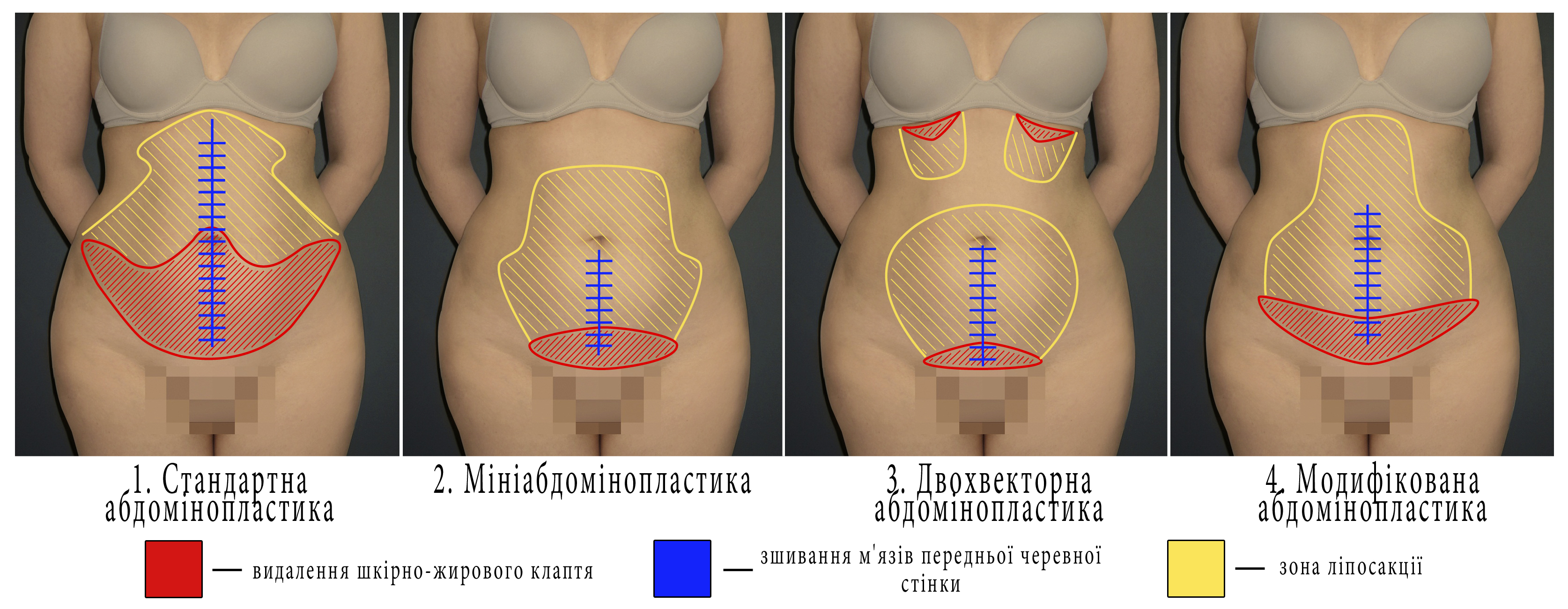
Різновиди абдомінопластики

Після виконання розрізу виконується відсепаровка шкірно-жирового клаптя від апоневрозу. Потім проводиться укріплення передньої черевної стінки, шляхом зшиванням між собою прямих м'язів живота по серединній лінії. Відсікається надлишок шкіри та переноситься пупок в новий отвір. Рана зашивається пошарово косметичним швом, установлюються дренажі. Потім накладається асептична пов'язка і надягається компресійний бандаж. Після такої операції залишається рубець внизу живота і навколо пупка.

## Різновиди абдомінопластики
Мініабдомінопластика здійснюється через горизонтальний розріз довжиною до 10 см. Відсікаються мінімальні надлишки шкіри і зшиваються прямі м'язи живота нижче пупка. Ця операція дає можливість покращити контур живота тільки нижче пупка.
Модифікована абдомінопластика — дає можливість здійснити зшивання прямих м'язів живота як нижче, так і вище пупка через горизонтальний розріз довжиною 10-20 см. Після операції відбувається незначне опущення (2-3 см) розташування пупка.
Двохвекторна абдомінопластика складається із двох компонентів: мініабдомінопластики (нижній вектор натягнення) і висічення шкіри в підгрудних складках (верхній вектор натягнення). Зазвичай ця операція комбінується з підтяжкою молочних залоз.

## Ускладнення
Ускладнення на пряму залежать від об'єму виконаного оперативного втручання та супутніх захворювань. Найбільш грізним загальним ускладненням є тромбоемболія легеневої артерії та підвищення внутрішньочеревного тиску. До місцевих ускладнень належать серома, гематома, некроз країв рани, нагноєння рани. Для зменшення рівня ускладнень в останній час застосовується метод ліпосакційної абдомінопластики без відшарування шкірно-жирового лоскуту та зі збереженням його живлення.

## Реабілітаційний період
Термін перебування у стаціонарі після операції триває близько 2 — 5 діб. У перші дні призначається інфузійна, знеболювальна, антибактеріальна і антикоагулянтна терапія. Якщо виникають ускладнення то терміни видужання можуть змінюватися.
Шви знімаються на 7-10 день після операції. Синці і набряки зникають протягом 3-4 тижнів. Упродовж певного часу після операції є імовірність зниження чутливості шкіри нижче рівня пупка.
Термін повної реабілітації становить 2-3 місяці, що залежить від об'єму операції, дотримання післяопераційного режиму та наявності супутніх захворювань. Остаточний результат оцінюється приблизно через шість місяців. Обов'язковим є застосування компресійної білизни та обмеження фізичного навантаження протягом двох місяців. Протягом року рекомендовано закривати рубець від прямих сонячних променів.